# Mladen Pantić
Mladen Pantić (serbisch-kyrillisch Младен Пантић; * 31. Juli 1982 in Belgrad, SR Serbien) ist ein serbischer Basketballspieler. Pantić, der jugoslawischer Junioren-Nationalspieler war und mit der Studentenauswahl die Universiade 2003 gewann, gewann mit FMP Železnik zwei serbische Pokalwettbewerbe und mit ALBA Berlin 2008 die deutsche Meisterschaft. Anschließend spielte Pantić für verschiedene Vereinsmannschaften seiner Heimat, Griechenland und der Ukraine.

## Karriere
Pantić spielte als Nachwuchsspieler bei FMP Železnik in seiner Heimatstadt und war als Auswahlspieler zuletzt im Aufgebot der U20-Juniorennationalmannschaft Jugoslawiens bei der Junioreneuropameisterschaft 2002 vertreten, wo er jedoch nicht eingesetzt wurde. Nachdem er in der Saison 2002/03 beim Belgrader Lokalrivalen Lavovi 063 Spielpraxis in der höchsten jugoslawischen Spielklasse sammeln sollte, gewann er mit der jugoslawischen Studentenauswahl bei der Universiade 2003 in Daegu die Goldmedaille. Anschließend kehrte er zurück bei FMP Železnik, wo er jedoch sowohl 2004 und 2006 an andere serbische Vereine ausgeliehen wurde, als der Verein mit zwei Titelgewinnen in der supranationalen ABA-Liga seine größten Erfolge feiern konnte. Mit FMP Železnik gewann Pantić 2005 und 2007 jeweils den serbisch(-montenegrinischen) Pokalwettbewerb.
Für die Basketball-Bundesliga 2007/08 wechselte Pantić zum deutschen Erstligisten ALBA Berlin unter Trainer Luka Pavićević, der zuvor ebenfalls einige Belgrader Mannschaften trainiert hatte. Bei den Berlinern, die in jener Spielzeit am Saisonende die Meisterschaft feierten, kam Pantić jedoch kaum zum Zuge und wurde in den Meisterschafts-Play-offs nur in drei Spielen kurzzeitig eingesetzt. Für die Saison 2008/09 wechselte Pantić daraufhin in die griechische A1 Ethniki zum Erstliga-Aufsteiger Enosi Kalathosfairisis aus Kavala, den er jedoch bald nach Saisonbeginn wieder verließ und nach Belgrad zurückkehrte und für KK Mega Vizura die Saison zu Ende spielte. In der Saison 2009/10 spielte Pantić dann in der höchsten serbischen Spielklasse für KK Radnički aus Kragujevac, die zuvor als KK Kondivik Lions in Vršac gespielt hatten. Als Debütant in der ABA-Liga erreichte KK Radnički einen guten elften Platz. Für die Saison 2010/11 wechselte Pantić zum KK Igokea Partizan nach Laktaši in der Republika Srpska, die als bosnischer Vizemeister ebenfalls zum ersten Mal an der ABA-Liga teilnehmen durften. Nach einer weiteren Vizemeisterschaft in Bosnien mit KK Igokea spielte Pantić in der Saison 2011/12 für die etabliertere Basketballmannschaft aus Vršac beim KK Hemofarm. In der letzten Saison unter diesem Sponsorennamen konnte die Mannschaft an frühere Erfolge nicht mehr anschließen und belegte in der Play-off-Qualifikation noch hinter den nicht international agierenden serbischen Mannschaften den achten und letzten Platz der „Superleague“.
Nach dem Ausscheiden des KK Hemofarm wechselte Pantić für das Saisonende in die ukrainische Liga zum BK Dnipro nach Dnipropetrowsk. Dieser schied jedoch in der ersten Runde der Play-offs gegen den späteren Meister BK Donezk aus. Für die Saison 2012/13 kehrte Pantić zunächst nach Serbien zurück, wo er für den KK Borac aus Čačak spielte, bei dem er bereits 2004 aktiv gewesen war. Am Jahresende 2012 verließ er jedoch den Verein und war ab Mitte Januar 2013 zunächst für sechs Wochen wieder in der griechischen A1 Ethniki diesmal bei Ikaros aus Kallithea aktiv. Mitte März 2013 zog er weiter zu Lewski Sofia, bei denen bereits seine Landsleute Marko Marinović, mit dem er zusammen die Universiade 2003 gewonnen hatte, und Nemanja Protić spielten. Das Finalspiel Ende April der Balkan League verlor man gegen Hapoel Gilboa Galil. Auch in der nationalen Meisterschaft Bulgariens reichte es nur zu einem Vizetitel, nachdem die Finalserie gegen den Lokalrivalen und Titelverteidiger Lukoil Akademik Sofia verloren ging. Für die Saison 2013/14 ging Pantić erneut in die Superliga der Ukraine und spielt für Krywbass Basket in Krywyj Rih, bevor er über Borac Čačak zum Saisonende in die griechische Liga zurückkehrte zu Kolossos Rhodos.